# Grup de la mckelveyïta
El grup de la mckelveyïta és un grup de minerals de la classe dels carbonats. Aquest grup està format per nou espècies: alicewilsonita-(YCe), alicewilsonita-(YLa), bainbridgeïta-(NdCe), bainbridgeïta-(YCe), donnayita-(Y), ewaldita, mckelveyïta-(Nd), mckelveyïta-(Y) i weloganita. Les espècies d'aquest grup tenen la fórmula general A₃B₃(CO₃)₆·3H₂O, on A pot ser: Na, Ca, Y + HREE o Zr; i B: Sr, Ba o LREE.
| Espècie              | Fórmula                         |
| -------------------- | ------------------------------- |
| Alicewilsonita-(YCe) | Na₂Sr₂YCe(CO₃)₆(H₂O)₃           |
| Alicewilsonita-(YLa) | Na₂Sr₂YLa(CO₃)₆(H₂O)₃           |
| Bainbridgeïta-(NdCe) | Na₂Ba₂NdCe(CO₃)₆·3H₂O           |
| Bainbridgeïta-(YCe)  | Na₂Ba₂YCe(CO₃)₆·3H₂O            |
| Donnayita-(Y)        | NaCaSr₃Y(CO₃)₆·3H₂O             |
| Ewaldita             | Ba(Na,Ca,Y,Ce,K)(CO₃)₂·2,6H₂O   |
| Mckelveyïta-(Nd)     | (Ba,Sr)(Nd,Ce,La)(CO₃)₂·4-10H₂O |
| Mckelveyïta-(Y)      | NaCaBa₃Y(CO₃)₆·3H₂O             |
| Weloganita           | Na₂Sr₃Zr(CO₃)₆·3H₂O             |